# Séverine Vandenhende
Séverine Vandenhende (Dechy, 12 de enero de 1974) es una deportista francesa que compitió en judo.
Participó en los Juegos Olímpicos de Sídney 2000, obteniendo una medalla de oro en la categoría de –63 kg. Ganó una medalla de oro en el Campeonato Mundial de Judo de 1997 y dos medallas en el Campeonato Europeo de Judo, plata en 1997 y bronce en 2000.

## Palmarés internacional
| Juegos Olímpicos   | Juegos Olímpicos    | Juegos Olímpicos  | Juegos Olímpicos |
| Año                | Lugar               | Medalla           | Categoría        |
| ------------------ | ------------------- | ----------------- | ---------------- |
| 2000               | Sídney (Australia)  | Medalla de oro    | –63 kg           |
| Campeonato Mundial |                     |                   |                  |
| Año                | Lugar               | Medalla           | Categoría        |
| 1997               | París (Francia)     | Medalla de oro    | –61 kg           |
| Campeonato Europeo |                     |                   |                  |
| Año                | Lugar               | Medalla           | Categoría        |
| 1997               | Ostende (Bélgica)   | Medalla de bronce | –61 kg           |
| 2000               | Breslavia (Polonia) | Medalla de plata  | –63 kg           |